# Гульєльмо Габетто
Гульєльмо Габетто (італ. Guglielmo Gabetto, * 24 лютого 1916, Турин — † 4 травня 1949, Суперга) — колишній італійський футболіст, нападник.
Один з головних бомбардирів зіркового складу футбольного клубу «Торіно», який домінував в італійському футболі у 1940-х роках. Разом з партнерами по туринській команді трагічно загинув в авіаційній катастрофі на горі Суперга 4 травня 1949 року.
Шестиразовий чемпіон Італії. Дворазовий володар Кубка Італії. 

## Клубна кар'єра
У дорослому футболі дебютував 1934 року виступами за команду клубу «Ювентус», в якій провів сім сезонів, взявши участь у 164 матчах чемпіонату.  Більшість часу, проведеного у складі «Ювентуса», був основним гравцем атакувальної ланки команди. У складі «Ювентуса» був одним з головних бомбардирів команди, маючи середню результативність на рівні 0,52 голу за гру першості. За цей час виборов титул чемпіона Італії, ставав володарем Кубка Італії.
1941 року перейшов до складу іншого туринського клубу, «Торіно», з яким в сезоні 1942–43 зробив «дубль», перемігши і в чемпіонаті Італії, і в розіграші Кубка країни.
Після відновлення футбольних змагань у повоєнній Італії домінування «Торіно» на футбольних полях країни продовжилося, команда здобула перемогу у змішаному сезоні 1945–46. Згодом туринцям не було рівних і у двох наступних сезонах італійського вищого дивізіону, і за нею закріпилося ім'я Великий «Торіно».
Свій останній, шостий, титул чемпіона Італії в сезоні 1948–49 Габетто отримав вже посмертно — 4 травня 1949 року команда трагічно загинула в авіакатастрофі на горі Суперга неподалік Турина. До кінця першості лишалося 4 тури, «Торіно» очолював турнірну таблицю, і всі загиблі гравці клубу посмертно отримали чемпіонський титул після того, як гравці молодіжної команди клубу, що догравали сезон в Серії A, виграли в усіх чотирьох останніх матчах першості. Варто зазначити, що їх суперники («Дженоа», «Палермо», «Сампдорія» та «Фіорентина») у цих матчах з поваги до загиблих чемпіонів також виставляли на поле молодіжні склади своїх клубів.

## Виступи за збірну
1942 року дебютував в офіційних матчах у складі національної збірної Італії. Протягом кар'єри у національній команді, яка тривала 7 років, але значною мірою припала на Другу світову війну, провів у формі головної команди країни лише 6 матчів, забивши 5 голів.
| Дата       | Місто     | Господарі | Результат | Гості          | Турнір           | Голи | Примітки |
| ---------- | --------- | --------- | --------- | -------------- | ---------------- | ---- | -------- |
| 05/04/1942 | Генуя     | Італія    | 4 – 0     | Хорватія       | товариський матч | 1    |          |
| 27/04/1947 | Флоренція | Італія    | 5 – 2     | Швейцарія      | товариський матч | -    |          |
| 11/05/1947 | Турин     | Італія    | 3 – 2     | Угорщина       | товариський матч | 2    |          |
| 14/12/1947 | Барі      | Італія    | 3 – 1     | Чехословаччина | товариський матч | 1    |          |
| 04/04/1948 | Париж     | Франція   | 1 – 3     | Італія         | товариський матч | 1    |          |
| 16/05/1948 | Турин     | Італія    | 0 – 4     | Англія         | товариський матч | -    |          |
| Усього     |           | Матчів    | 6         |                | Голів            | 5    |          |

### Статистика виступів у кубку Мітропи
| №                      | Розіграш               | Стадія                 | Дата та місце проведення | Команда 1              | Рахунок                                            | Команда 2           | Голи та інші дії |
| ---------------------- | ---------------------- | ---------------------- | ------------------------ | ---------------------- | -------------------------------------------------- | ------------------- | ---------------- |
| 1                      | 1935                   | 1/8                    | 16.06.1935, Плзень       | Вікторія (Пльзень)     | 3:3 [Архівовано 15 жовтня 2020 у Wayback Machine.] | Ювентус             |                  |
| 2                      | 1935                   | 1/8                    | 23.06.1935, Турин        | Ювентус                | 5:1 [Архівовано 13 жовтня 2020 у Wayback Machine.] | Вікторія (Пльзень)  |                  |
| 3                      | 1935                   | 1/4                    | 30.06.1935, Будапешт     | Хунгарія (Будапешт)    | 1:3 [Архівовано 4 травня 2021 у Wayback Machine.]  | Ювентус             | 65'              |
| 4                      | 1935                   | 1/4                    | 6.07.1935, Турин         | Ювентус                | 1:1 [Архівовано 4 травня 2021 у Wayback Machine.]  | Хунгарія (Будапешт) |                  |
| 5                      | 1935                   | 1/2                    | 16.07.1935, Прага        | Спарта (Прага)         | 2:0 [Архівовано 4 травня 2021 у Wayback Machine.]  | Ювентус             |                  |
| 6                      | 1935                   | 1/2                    | 21.07.1935, Турин        | Ювентус                | 3:1 [Архівовано 4 травня 2021 у Wayback Machine.]  | Спарта (Прага)      |                  |
| 7                      | 1935                   | 1/2, перегр.           | 28.07.1935, Базель       | Спарта (Прага)         | 5:1 [Архівовано 13 жовтня 2020 у Wayback Machine.] | Ювентус             |                  |
| 8                      | 1938                   | 1/8                    | 26.06.1938, Будапешт     | Хунгарія (Будапешт)    | 3:3 [Архівовано 27 лютого 2021 у Wayback Machine.] | Ювентус             | 26'              |
| 9                      | 1938                   | 1/8                    | 3.07.1938, Турин         | Ювентус                | 6:1 [Архівовано 14 квітня 2015 у Wayback Machine.] | Хунгарія (Будапешт) | 84'              |
| 10                     | 1938                   | 1/4                    | 10.07.1938, Турин        | Ювентус                | 4:2 [Архівовано 8 травня 2013 у Wayback Machine.]  | Кладно              |                  |
| 11                     | 1938                   | 1/4                    | 17.07.1938, Кладно       | Кладно                 | 1:2 [Архівовано 17 жовтня 2020 у Wayback Machine.] | Ювентус             | 38' 89'          |
| 12                     | 1938                   | 1/2                    | 24.07.1938, Турин        | Ювентус                | 3:2 [Архівовано 12 травня 2021 у Wayback Machine.] | Ференцварош         |                  |
| Всього у кубку Мітропи | Всього у кубку Мітропи | Всього у кубку Мітропи | Всього у кубку Мітропи   | Всього у кубку Мітропи | 12                                                 |                     | 5                |

## Титули і досягнення
- Чемпіон Італії (6):

«Ювентус»:  1934–35
«Торіно»:  1942–43, 1945–46, 1946–47, 1947–48, 1948–49
- Володар Кубка Італії (2):

«Ювентус»:  1937–38
«Торіно»:  1942–43